# Monte Fontainhas
Le monte Fontainhas est une montagne du Cap-Vert d'origine volcanique. Avec une altitude de 976 m, c'est le point culminant de Brava, une île au relief accidenté, la plus petite des îles habitées de l'archipel et la plus proche de Fogo. Le monte Fontainhas est situé au cœur de l'île, au sud de Nova Sintra, le chef-lieu.

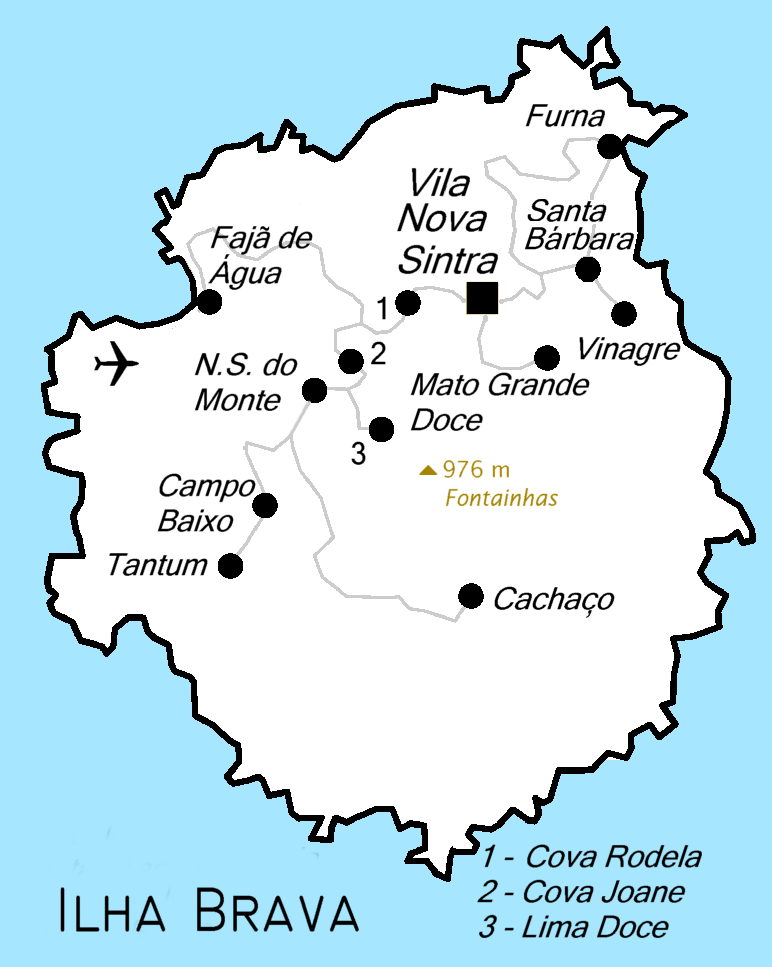
Le monte Fontainhas au cœur de l'île

Il n'y a plus d'activité éruptive à Brava, mais la proximité du Pico do Fogo – où les dernières éruptions datent de 1995 et 2014 – justifie une surveillance constante. Des séismes de faible intensité sont parfois observés, notamment en 1982, 1990, 1998 et 2004. Ils pourraient provenir du volcan sous-marin Cadamosto, situé entre Fogo et Brava.
Le centre montagneux de l'île (la cima) est souvent enveloppé de brumes « qui la rafraîchissent et la fertilisent, et y alimentent nombre de sources », ainsi que le constatait déjà le géographe français Armand d'Avezac au milieu du XIXe siècle.